# Carlos Revilla Rodríguez
Carlos Revilla Rodríguez (Madrid, 18 de noviembre de 1932 - Madrid, 8 de marzo de 2011) fue un médico neurólogo y político español.

## Biografía
Comenzó estudios de Telecomunicaciones en la Universidad Técnica de Berlín, pero terminó estudiando y licenciándose en Medicina en la Universidad Libre de Berlín. Más adelante amplió estudios en las de Madrid y Granada, y en 1973 fue nombrado profesor de la Facultad de Medicina de la Universidad Complutense de Madrid. Se especializó en Neurofisiología clínica.
Opositor al franquismo, viviendo aún en Alemania ingresó en 1963 en las Juventudes Socialistas, y tres años más tarde en el Partido Socialista Obrero Español (PSOE) y en la UGT. Activo militante socialista, fue designado coordinador en Alemania, participó en 1967 como delegado por Berlín en el X Congreso del PSOE, que tuvo lugar en aquella ciudad,, y "jugó un papel de enlace entre la poderosa socialdemocracia de Willy Brandt y el socialismo español, en pleno proceso de reorganización".
En 1978, durante el III Congreso de la Federación Socialista Madrileña, fue elegido secretario de Cultura regional. Tras las elecciones municipales de 1979, primeras celebradas en libertad desde la Guerra Civil, pasó a ser concejal en el Ayuntamiento de Madrid presidido por Enrique Tierno Galván, y desde este cargo elegido presidente de la Diputación Provincial de Madrid (órgano que terminaría extinguiéndose al crearse en 1983 la Comunidad de Madrid), el 26 de abril de 1979. Tras una serie de problemas conocidos como "la crisis de la Diputación", en enero de 1981 dimitió de todos sus cargos y, después de más de veinte años de militancia, abandonó el PSOE aquel mismo año, por graves diferencias con la dirección socialista, que le había sancionado con dos años de suspensión de militancia por su actitud crítica.
En enero de 1983 ingresó en el Centro Democrático y Social (CDS) fundado seis meses antes y liderado por Adolfo Suárez, pasando a ser desde 1986 presidente de la Federación de Madrid, miembro del Comité Ejecutivo Nacional, y responsable nacional de Sanidad. Con esta formación fue elegido diputado al Congreso en 1986 y en 1989, en ambas ocasiones por la circunscripción de Madrid. En 1988 fue sustituido por Gerardo Harguindey en la presidencia de la federación madrileña. En las elecciones de mayo de 1991, en medio de la debacle electoral que provocaría la dimisión de Adolfo Suárez, se presentó como candidato del CDS a la presidencia de la Comunidad de Madrid, no resultando elegido.
Tras la dimisión de Suárez, con el cual mantenía una proximidad de ideas y amistad, y el posterior giro del CDS hacia la derecha bajo la presidencia de Rafael Calvo Ortega, el 30 de abril de 1992 Revilla, que era portavoz adjunto del Grupo Parlamentario Centrista en el Congreso, formaliza el abandono del grupo centrista y del partido, integrándose en el Grupo Mixto hasta el final de la legislatura, en 1993.
Tras dejar atrás completamente la actividad política y regresar a su profesión, fue uno de los médicos personales de Adolfo Suárez durante su enfermedad neurológica hasta su propio fallecimiento, que tuvo lugar de forma súbita, de un infarto masivo, en la misma clínica Cemtro en la que continuaba trabajando y de cuya "Fundación Dr. Pedro Guillén" era patrono de honor.
El 16 de junio de 2011 un nutrido grupo de políticos procedentes de distintos partidos, y de amigos, le rindieron un acto de recuerdo y homenaje.